# Арудж-реїс
Ару́дж-реїс (осман. عروج بربروس, тур. Oruç Reis, прибл. 1473—1518), відомий також як Баба Арудж (тур. Baba Oruç, дослівно — «батько Арудж»), а серед європейців як Арудж Барбаросса — османський корсар, самопроголошений султан Алжиру, старший брат відомого османського адмірала Хайраддіна Барбаросси.

## Біографія
Прийняв іслам та узяв ім'я Арудж у 16 років, після захоплення турками острова Лесбос, де він жив, та добровільно поступив на турецьке піратське судно. Вже у віці 20 років він відзначався відвагою та безжалісністю. Потрапивши під час бою у полон до християн, був засланий на острів Родос, але невдовзі втік і знову став піратом. Проте, не задовольнившись роллю, а відповідно й долею здобичі рядового пірата, Арудж підмовив команду і, захопивши корабель, став ватажком. Однією з перших операцій, що він здійснив, було зухвале захоплення двох військових галер, що належали папі римському Юлію II.
Уклавши угоду з еміром Тунісу, Арудж отримав у розпорядження острів Джербу, на якому організував базу свого піратського флоту, в обмін на зобов'язання віддавати еміру 20 % захопленої піратської здобичі, однак невдовзі зумів домогтись зменшення долі еміра до 10 %. Піратський флот Аруджа, що поповнювався окрім турків ще й маврами, що тікали з захопленої християнами Андалусії, тероризував усі порти Середземноморського узбережжя. 1516 року дрібний мавританський султан Селім ат-Тумі, закликавши на допомогу Аруджа, захопив Алжир і проголосив себе еміром Алжиру. Арудж, що мав повну довіру нового еміра, увійшовши до нього в басейн під час купання, власноруч задушив у воді Селіма й натомість проголосив султаном Алжиру себе. У 1516—1517 роках Арудж розгромив війська Мулая Абу Абдаллаха, васала іспанського короля, взявши Медею, Тенес та інші поселення.
В 1518 році Арудж захопив столичне місто Тлемсен в глибині Алжиру. Єдиним, хто вижив з династії Заянідів, колишніх правителів Тлемсену, був шейх Бухаммуд, який втік в Оран і звернувся по допомогу до Іспанії. Після низки зіткнень на суші й на морі з військами та флотом іспанського короля Карла V, султан Арудж, втративши значну кількість соратників, був змушений залишити Алжир на свого брата Хайр-ад-Діна та з загоном лише у 1500 чоловік вирушив за допомогою до марокканського султана. Іспанці наздогнали Аруджа біля річки Саладо, але він встиг переправитись на інший берег і мав можливість врятуватись, однак, побачивши, як відважно б'ються його товариші, вирішив повернутися до загону й загинув у нерівному бою.
Розповсюджена думка, що Арудж мав прізвисько Барбаросса (тобто «Рудобородий»). Однак у «Британській енциклопедії» сказано:

Барбаросса — ім'я, яке християни дали родині грізних морських розбійників і турецьких адміралів XVI століття — Аруджу (Гаруджу), Хизиру (Хайр ед-Діну, Гайраддіну) й Гасану, сину Гайраддіна. У 1840 році капітан Жан-Луї-Марі-Станіслас Валсін-Естергазі, автор історичного опису правління Османської імперії в Африці, висунув здогадку, що Барбаросса — Рудобородий — було просто перекрученням імені Баба Арудж (батька Арудж). Арабський же часопис цієї епохи, опублікований С. Ренгом та Ф. Денісом у 1837 році, ясно говорить про те, що ім'ям Барбаросса християни називали лише Гайраддіна.

Ймовірно, Аруджа за життя не називали Рудобородим. Імовірно, це прізвисько дали йому пізніші автори.
У XX столітті ім'ям Аруджа було названо кілька підводних човнів ВМФ Туреччини (субмарини класу «Арудж-реїс»).